# Perton
Perton is een plaats en civil parish in het bestuurlijke gebied South Staffordshire, in het Engelse graafschap Staffordshire met 10.824 inwoners.